# Pyrgomantis simillima simillima
Pyrgomantis simillima simillima es una subespecie de mantis de la familia Tarachodidae.

## Distribución geográfica
Se encuentra en Zimbabue y Transvaal en (Sudáfrica).